# Dordogne (fleuve)
Pour les articles homonymes, voir Dordogne.
La Dordogne (en occitan : Dordonha) est un cours d'eau français qui prend naissance sur les flancs du puy de Sancy (1 885 m), dans la chaîne des monts Dore, par la réunion de deux torrents, la Dore et la Dogne. Après avoir parcouru six départements au travers du Massif central et du Bassin aquitain, elle conflue avec la Garonne pour former l'estuaire de la Gironde, qui débouche sur l'océan Atlantique.
La vallée de la Dordogne est classée pays d'art et d'histoire dans sa partie lotoise. Le 11 juillet 2012, l'ensemble de son bassin versant est classé en tant que réserve de biosphère par l'UNESCO.

## Rivière ou fleuve?
La Dordogne conflue avec la Garonne, ce qui forme l'estuaire de la Gironde. Pour cette raison, elle est qualifiée de rivière dans les dictionnaires et encyclopédies ainsi que par le Sandre. Toutefois, quelques organismes régionaux la qualifient de fleuve, considérant que la Gironde est un estuaire commun à la Garonne et à la Dordogne, ce qui ferait de la Dordogne le cinquième plus long fleuve de la France métropolitaine.
La divergence de dénomination (alors que ses caractéristiques hydrologiques ne sont pas en cause) renvoie au problème de la définition d'un estuaire : la Gironde est-elle un estuaire commun entre la Dordogne et la Garonne, ou bien la Dordogne est-elle un affluent du fleuve Garonne ? Si le choix reste anodin pour l'appellation du cours d'eau, il implique toutefois une hiérarchisation différente du ou des bassins versants.
Un argument notable qui fait de la Dordogne un fleuve est la présence d'un mascaret puissant résultant de la pénétration du domaine maritime dans le cours d'eau lors des hautes marées. Le mascaret de la Dordogne est très connu et constitue une attraction. Pour la Dordogne, la vague remonte jusqu'à Fronsac aux abords de Libourne, soit à une trentaine de kilomètres à l'intérieur. La vague est particulièrement puissante au port de Saint-Pardon sur la commune de Vayres. L'influence maritime sur la Dordogne ne se limite pas au seul mascaret : le niveau du cours d'eau est soumis à l'action des marées jusqu'à Castillon-la-Bataille, allant même jusqu'à Pessac-sur-Dordogne lors des marées de vives-eaux. Ces flux et reflux quotidiens peuvent être aisément visualisés sur le relevé des hauteurs d'eau mesurées à la station hydrologique de Libourne.
La Dordogne aurait fort bien pu être classée affluent du Chavanon, près de la commune corrézienne de Confolent-Port-Dieu, qui se situe au début de la retenue d'eau du barrage de Bort-les-Orgues. Le Chavanon — parfois dénommé Chavanou, aussi appelé Ramade dans son cours supérieur — rejoint la Dordogne après un cours de 54 km. À cette confluence, la Dordogne en a seulement parcouru 39, soit une quinzaine de moins, mais son débit est supérieur.

## Géographie

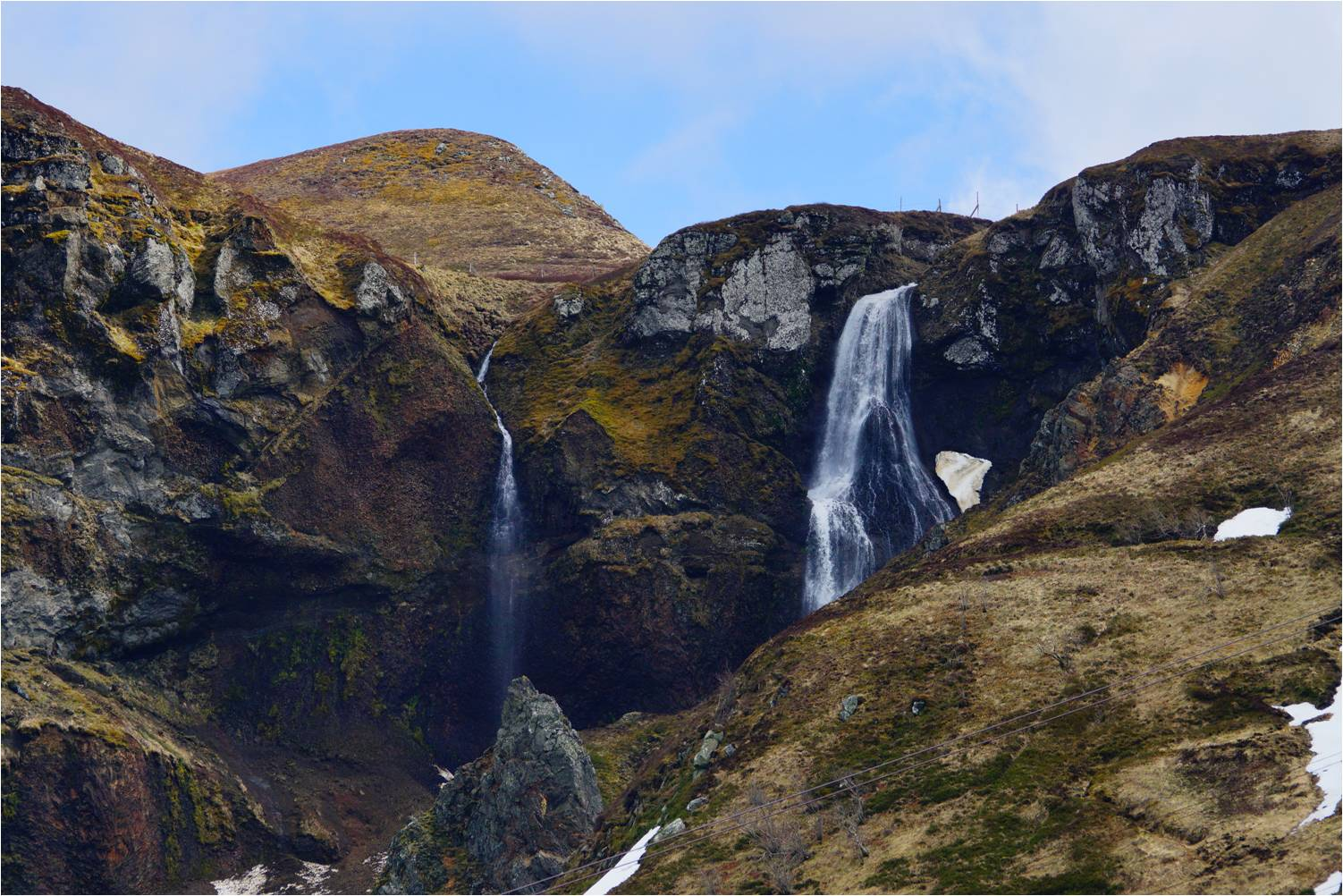
Cascade de la Dore (11 mai 2016).

La Dordogne se forme dans le Puy-de-Dôme, sur les flancs du puy de Sancy, la plus haute montagne du Massif central, par la réunion de deux torrents : la Dore dont la source se trouvait à 1 694 mètres d'altitude en 1864, et qui reçoit à 1 366 mètres d'altitude la Dogne, sur la commune de Mont-Dore au pied du puy de Sancy.
Au bec d'Ambès, dans le département de la Gironde, sur la commune de Bayon-sur-Gironde, elle se jette avec la Garonne dans un estuaire commun, la Gironde.
D'une longueur de 483 km, la Dordogne est navigable en aval de Castillon-la-Bataille, lieu jusqu'auquel la marée se fait sentir.
Si la Dordogne elle-même arrose six départements (le Puy-de-Dôme, le Cantal, la Corrèze, le Lot, la Dordogne et la Gironde, d'amont en aval), son bassin versant s'étend à cinq autres : la Creuse, la Haute-Vienne, le Lot-et-Garonne, la Charente et la Charente-Maritime.

## Hydronymie
Contrairement aux apparences, le nom de la Dordogne n'est pas un assemblage récent des noms de la Dore et la Dogne. Son nom vient d'un ancien Durānius, issu vraisemblablement de Doranonia, formé de la racine indo-européenne *dhu-ro-, issue de *dheu-, « courir, couler », et de deux suffixes, -ano- auquel a été adjoint -onia.
Les formes médiévales ont adopté un suffixe redoublé -ononia : Dorononia fluvius (VIe siècle), Dornonia (VIIIe siècle) qui évolue en Dordonia (IXe siècle) par un phénomène de dissimilation donnant ainsi l'impression d'une étymologie Dore-Dogne. Aimoin de Fleury est le premier auteur connu à utiliser le nom dordonia.
En occitan, le cours d'eau porte le nom de Dordonha.

## Hydrologie
Comme la plupart des autres cours d'eau français de la façade atlantique, la Dordogne est un fleuve abondant, bénéficiant du climat humide et des fortes précipitations qui règnent sur la plus grande partie de son bassin. Son débit a été observé sur une période de 54 ans (1958 – 2011), à Bergerac, localité située à une distance importante de son confluent avec la Garonne. La surface étudiée y est de 14 040 km2, soit à peine 59 % de la totalité du bassin versant du fleuve, et à 18 m d'altitude. Les chiffres suivants excluent notamment l'important débit de l'Isle.
Le module du fleuve à Bergerac est de 274 m3/s.
La Dordogne présente des fluctuations saisonnières de débit, avec une période de hautes eaux d'hiver portant le débit mensuel moyen à un niveau situé entre 345 et 470 m3/s, de décembre à avril inclus (avec un maximum en janvier-février). Dès fin mars, le débit diminue progressivement pour aboutir à la période des basses eaux qui se déroule de juillet à septembre, avec une baisse du débit moyen mensuel allant jusqu'à 81,2 m3/s au mois d'août, ce qui reste considérable comparé à bien des fleuves français. Cependant, les fluctuations de débit peuvent être plus importantes d'après les années et sur des périodes plus courtes.
À l'étiage, le VCN3 peut chuter jusque 23 m3/s, en cas de période quinquennale sèche, ce qui est relativement sévère, surtout comparé à la Garonne sa voisine, dont les débits d'étiage sont partiellement soutenus par les neiges et pluies des Pyrénées.
Les crues peuvent être importantes, à l'instar de celles des autres cours d'eau du bassin aquitain. Les QIX 2 et QIX 5 valent respectivement 1 400 et 1 900 m3/s. Le QIX 10 est de 2 200 m3/s, le QIX 20 de 2 500 m3/s, tandis que le QIX 50 se monte à pas moins de 2 900 m3/s.
Le débit journalier maximal enregistré à Bergerac a été de 2 600 m3/s le 15 janvier 1962. En comparant cette valeur à l'échelle des QIX du fleuve, il apparaît que cette crue était d'ordre vicennal, et donc destinée à se reproduire assez fréquemment, tous les 20 ans en moyenne. Le débit instantané maximal a été de 2 430 m3/s le 8 janvier 1994 et ce même jour, la hauteur maximale instantanée a été de 506 cm soit 5,06 m.
Au total, la Dordogne est un fleuve très abondant. La lame d'eau écoulée dans son bassin versant est de 627 millimètres annuellement, ce qui est près de deux fois supérieur à la moyenne française, tous bassins confondus (environ 320 millimètres), et aussi largement supérieur au bassin de la Garonne (384 millimètres au Mas-d'Agenais). Le débit spécifique (ou Qsp) du fleuve atteint 19,8 litres par seconde et par kilomètre carré de bassin.
La navigation fut longtemps active sur la Dordogne, avec un trafic intense de marchandises de toutes sortes. En dépit de ses dangers et de ses irrégularités, elle fait vivre jusqu'au XIXe siècle tout un peuple de mariniers. Le flottage de bois était une activité importante à Souillac. Les argentats étaient des bateaux éphémères construits à Argentat dans le même style que les rambertes pour la Loire. Ils transportaient du bois à brûler et du charbon de bois. Aujourd'hui, seule la Dordogne maritime a conservé un trafic notable. La Dordogne entre l'aval de Bergerac (barrage de Grand-Salvette) et l'estuaire est toujours classée « voie navigable » sous la responsabilité de Voies navigables de France (VNF) et permet une navigation de loisir de qualité (bateaux promenade et bateaux motorisés) en tenant compte du tirant d'eau suivant les débits. L'amont ne porte plus que les barques des pêcheurs et les canoës.

## Risque inondation

### Département de la Dordogne
À l'intérieur du département de la Dordogne, plusieurs plans de prévention du risque inondation (PPRI) ont été approuvés :
- en 2011 pour la Dordogne amont concernant 31 communes, depuis Cazoulès jusqu'à Coux-et-Bigaroque en rive droite et de Saint-Julien-de-Lampon à Siorac-en-Périgord en rive gauche[20],[21] ;
- en 2008 pour la Dordogne centre concernant 20 communes, de Saint-Chamassy jusqu'à Creysse en rive droite et du Buisson-de-Cadouin à Cours-de-Pile en rive gauche[22],[23].
Pour les cinq communes où passe le canal de Lalinde, ce plan aborde également le risque de mouvements de terrain aux abords du canal[24] (d'amont vers l'aval : Mauzac-et-Grand-Castang, Lalinde, Baneuil, Saint-Capraise-de-Lalinde et Mouleydier). À la date d'approbation de ce plan, aucun mouvement de terrain n'avait été constaté pour les communes des deux extrémités du canal, Mauzac-et-Grand-Castang et Mouleydier ;
- en 2006 pour 5 communes du Bergeracois, depuis Bergerac sur les deux rives jusqu'à La Force en rive droite et Lamonzie-Saint-Martin en rive gauche[25],[26] ;
- en 2002 pour les zones basses de chacune des sept autres communes riveraines de la Dordogne :
  - Gardonne, y compris la partie de la Gardonnette en aval de la route départementale 936 (les 400 derniers mètres)[27],[28] ;
  - Lamothe-Montravel, y compris la partie de la Lidoire en aval de la ligne ferroviaire (les trois derniers kilomètres)[29],[30] ;
  - Le Fleix, y compris le ruisseau de Peytavit, la partie de la Vieille Gouyne en aval de la route menant de Barrat à la Raufie (les deux derniers kilomètres), et la Gane en aval de Gava (les trois derniers kilomètres)[31],[32] ;
  - Port-Sainte-Foy-et-Ponchapt[33],[34] ;
  - Saint-Antoine-de-Breuilh[35],[36] ;
  - Saint-Pierre-d'Eyraud, y compris l'Eyraud en aval de la route départementale 32 (les deux derniers kilomètres), ainsi que le Barailler (les trois derniers kilomètres, depuis le sud des Gaillardoux) et ses affluents la Gouyne (les 900 derniers mètres, depuis le sud de la Raufie) et la Vieille Gouyne (les deux derniers kilomètres, en aval de la route menant de Barrat à la Raufie)[37],[38] ;
  - Saint-Seurin-de-Prats dont la quasi-totalité du territoire se trouve en zone rouge[39],[40] ;
- ainsi que pour deux communes non baignées par la Dordogne mais dont la partie sud est concernée : à Montcaret autour du ruisseau du Grand Rieu[41],[42] et à Vélines[43],[44].

De plus, en décembre 2014, le préfet de la région Midi-Pyrénées, responsable du bassin Adour-Garonne, a signé un arrêté concernant entre autres le territoire à risques importants d'inondation (TRI) de Bergerac reprenant une partie des communes déjà concernées par un PPRI précédent, depuis Saint-Germain-et-Mons jusqu'à Gardonne en rive gauche et depuis Mouleydier jusqu'à Saint-Seurin-de-Prats en rive droite, en y associant sept communes du département de la Gironde,.

### Département de la Gironde
En rive gauche de la Dordogne, de Saint-Avit-Saint-Nazaire jusqu'à Pessac-sur-Dordogne, sept communes de la Gironde sont affectées par le territoire à risques importants d'inondation (TRI) de Bergerac,.

## Départements et communes traversés
La Dordogne traverse six départements et 173 communes dont les principales traversées sont :
- Puy-de-Dôme : Le Mont-Dore (source), La Bourboule, Saint-Sauves-d'Auvergne, Avèze, Singles, Larodde, Labessette ;
- Cantal : Beaulieu, Lanobre, Madic, Saint-Pierre, Champagnac, Veyrières, Arches, Chalvignac ;
- Corrèze : Bort-les-Orgues, Sarroux - Saint Julien, Liginiac, Neuvic, Soursac, Argentat, Beaulieu-sur-Dordogne ;
- Lot : Carennac, Bétaille, Vayrac, Martel, Souillac ;
- Dordogne : Carlux, Domme, La Roque-Gageac, Beynac-et-Cazenac, Saint-Cyprien, Le Buisson-de-Cadouin, Limeuil, Mauzac-et-Grand-Castang, Lalinde, Mouleydier, Creysse, Bergerac, Prigonrieux, Gardonne ;
- Gironde : Sainte-Foy-la-Grande, Castillon-la-Bataille, Libourne, Fronsac, Cubzac-les-Ponts, Saint-André-de-Cubzac, Bourg.

## Principaux affluents
D'amont vers l'aval :
- Puy-de-Dôme
  - (G) la Mortagne

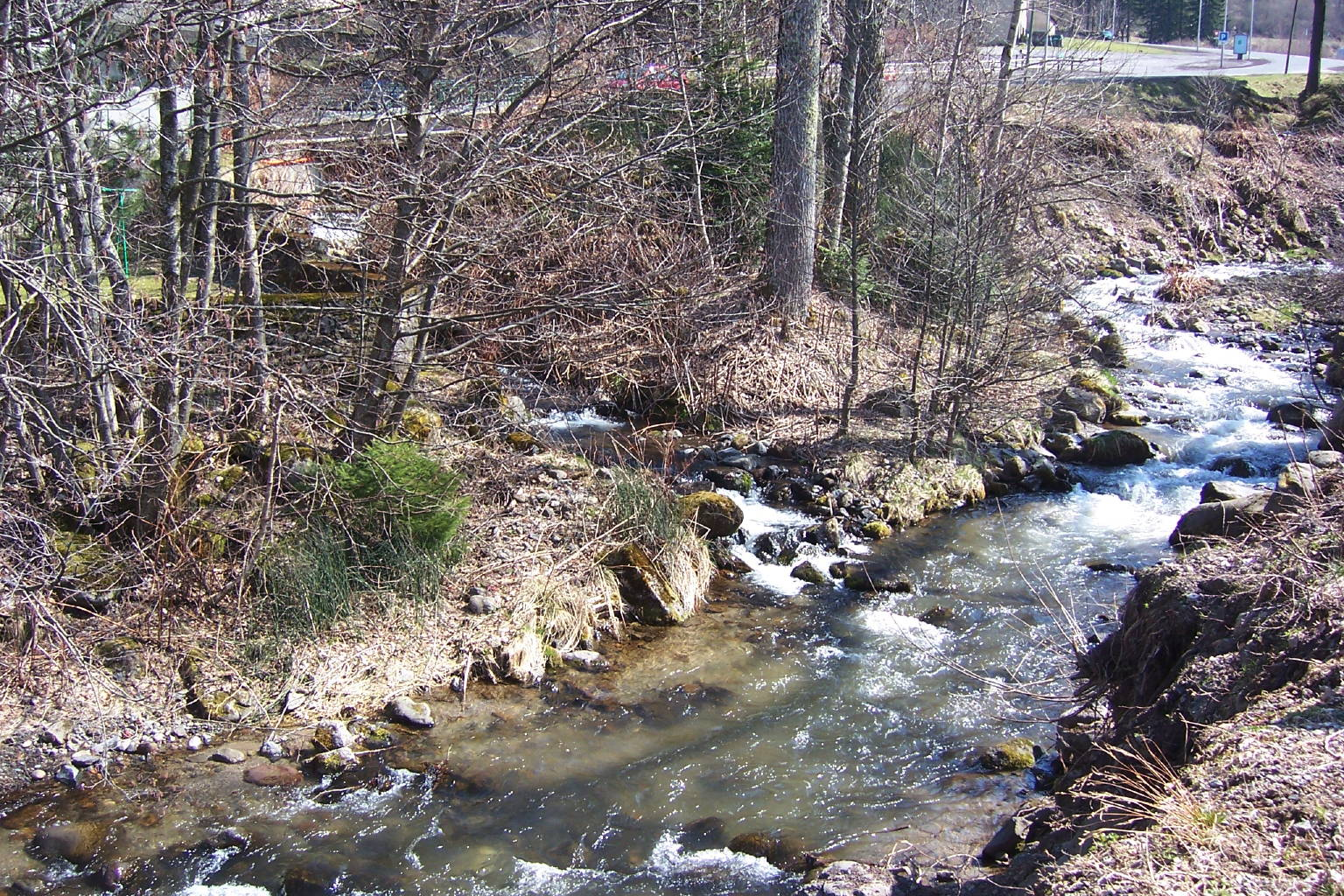
La Dordogne un peu en amont de Mont-Dore.

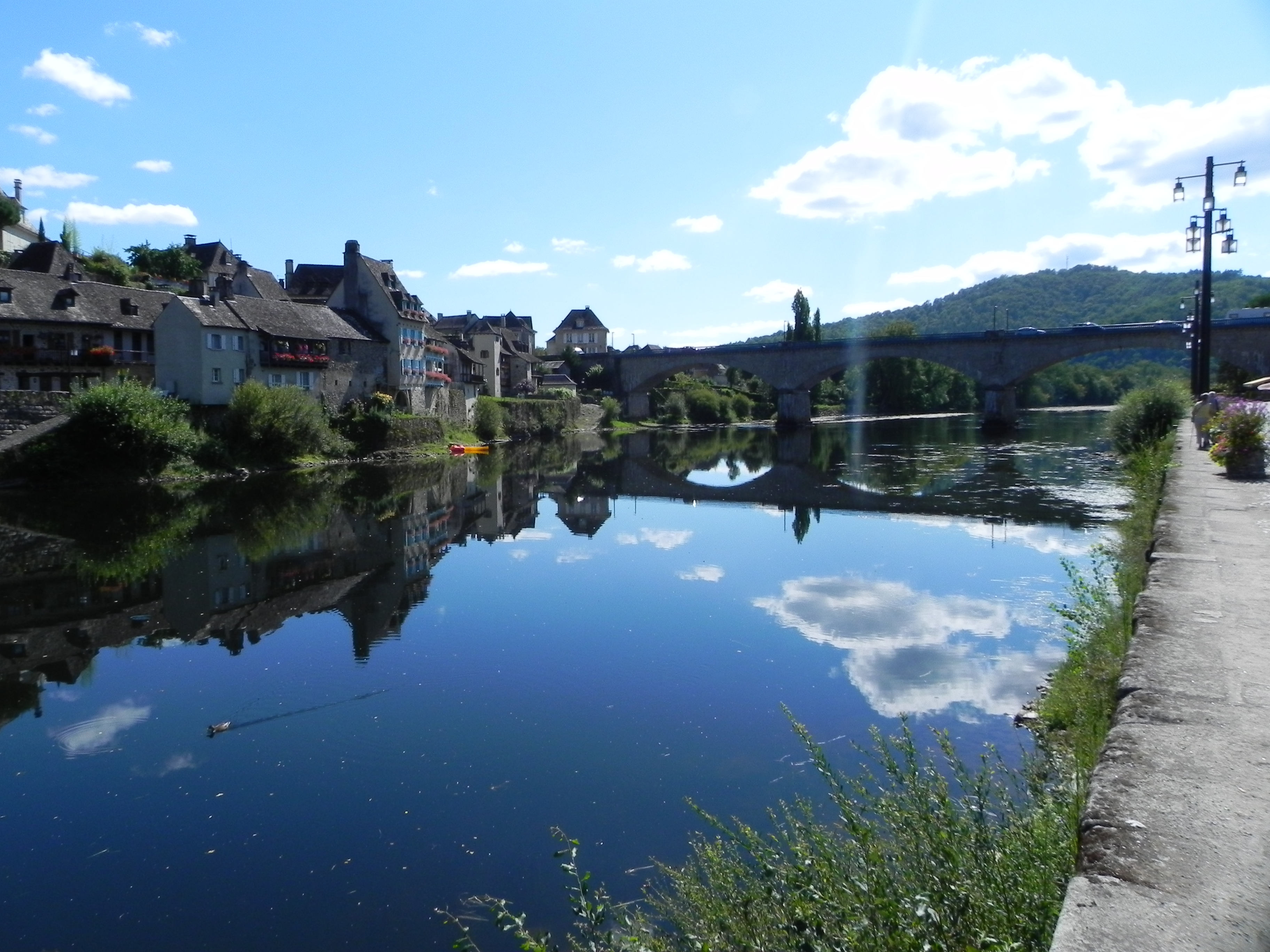
La Dordogne à Argentat.

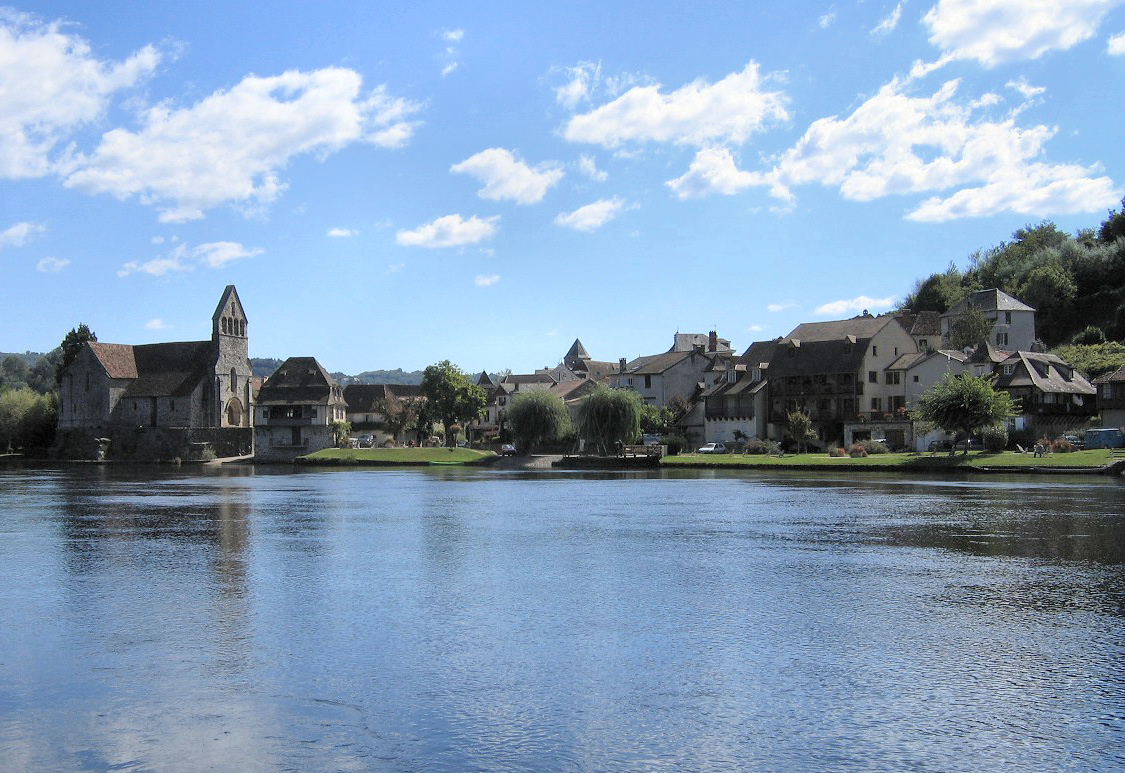
Vue depuis la rive d'Altillac de la Dordogne et de Beaulieu-sur-Dordogne.

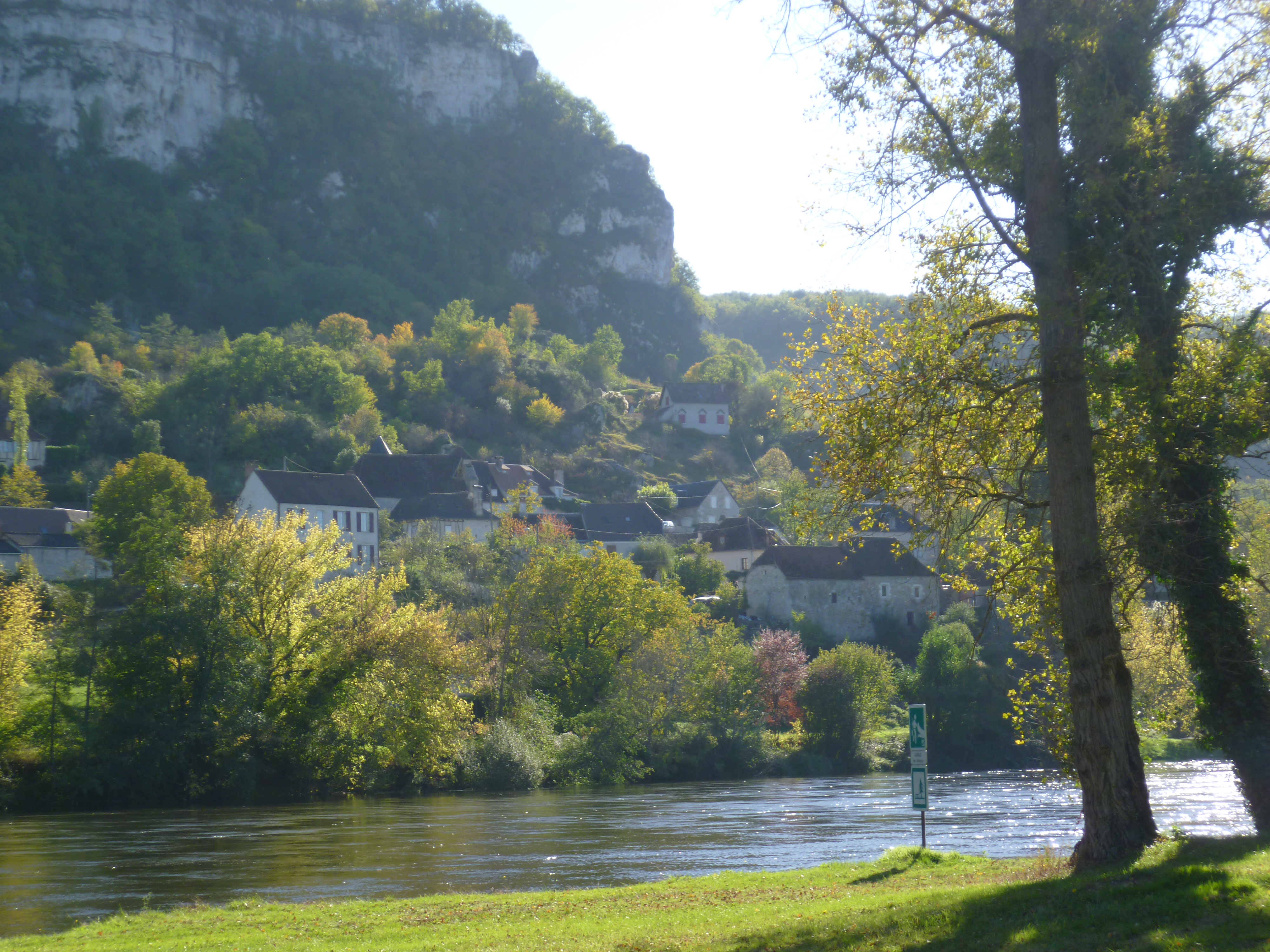
La Dordogne à Vayrac (département du Lot) devant le hameau de Mézels.

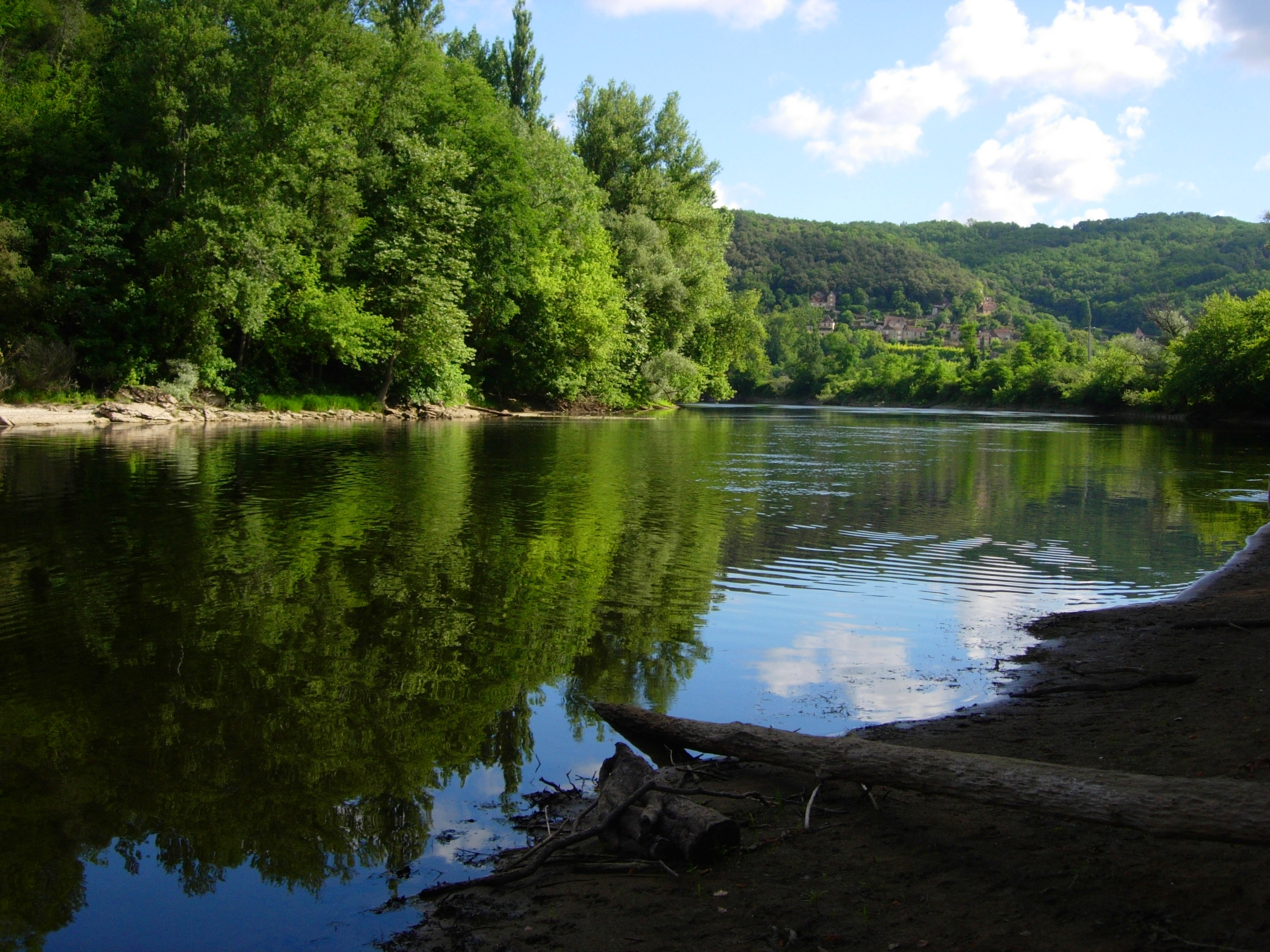
La Dordogne dans le Périgord noir.

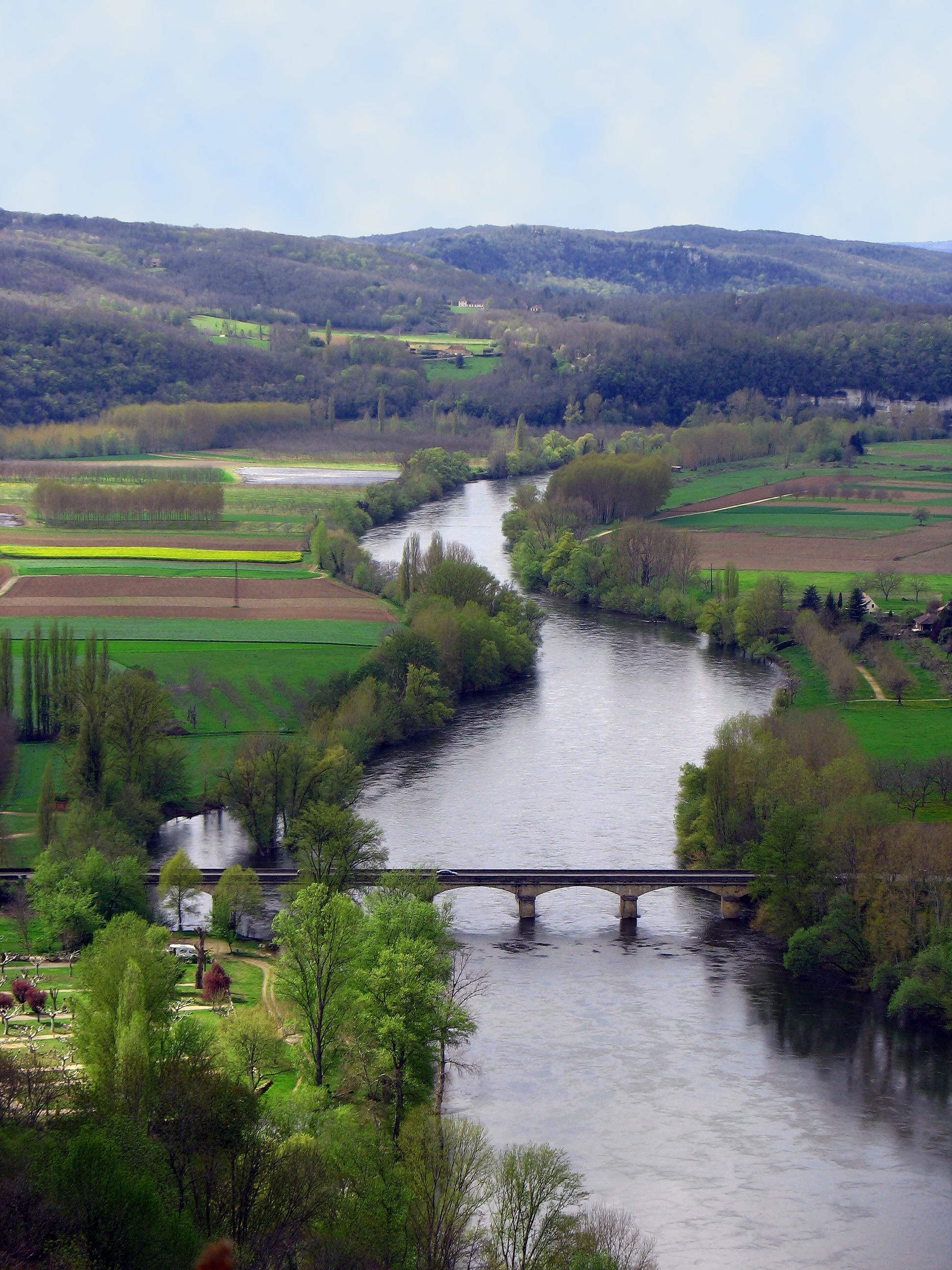
La Dordogne en limite de Cénac-et-Saint-Julien (à gauche) et La Roque-Gageac (en rive opposée).

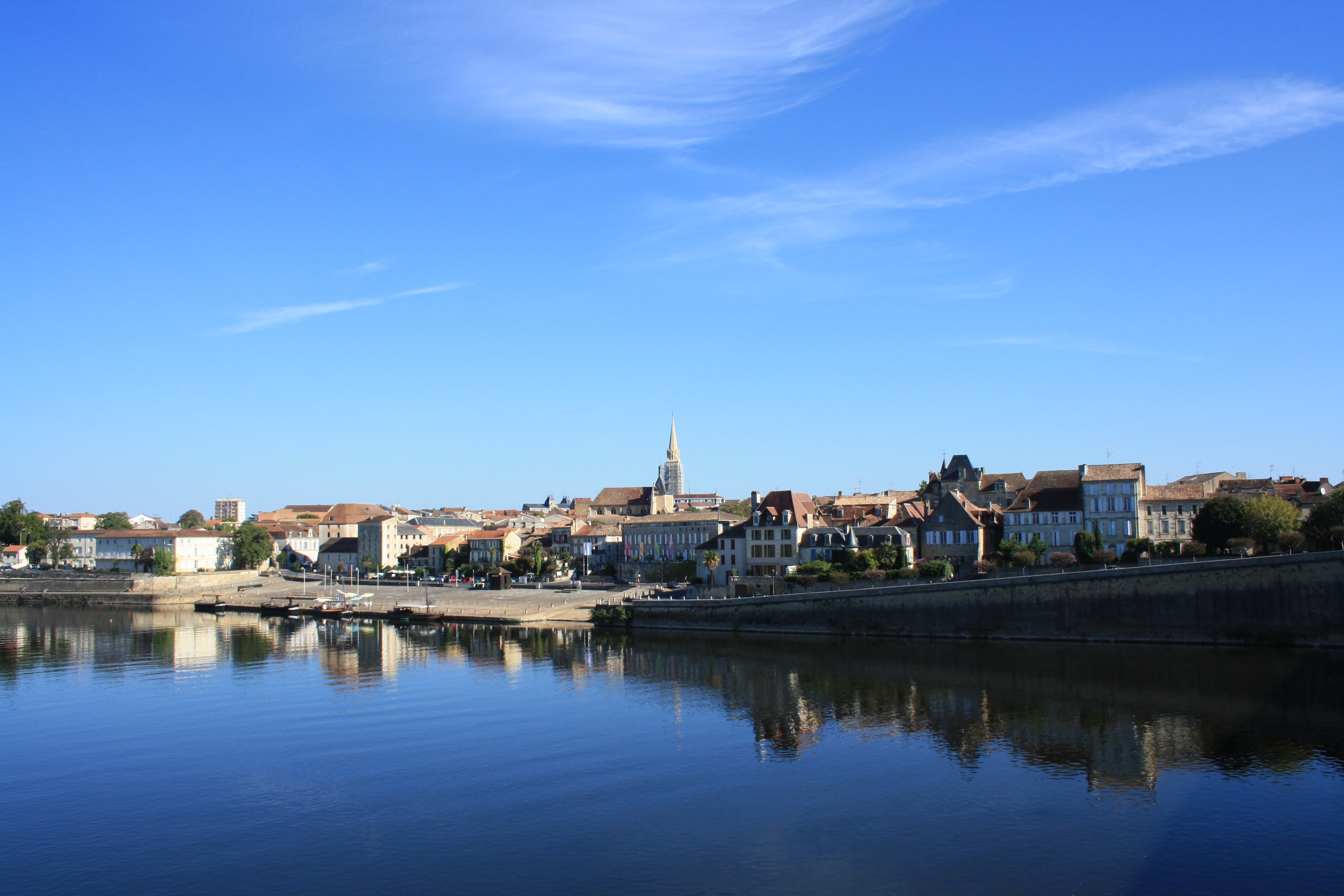
La Dordogne à Bergerac.

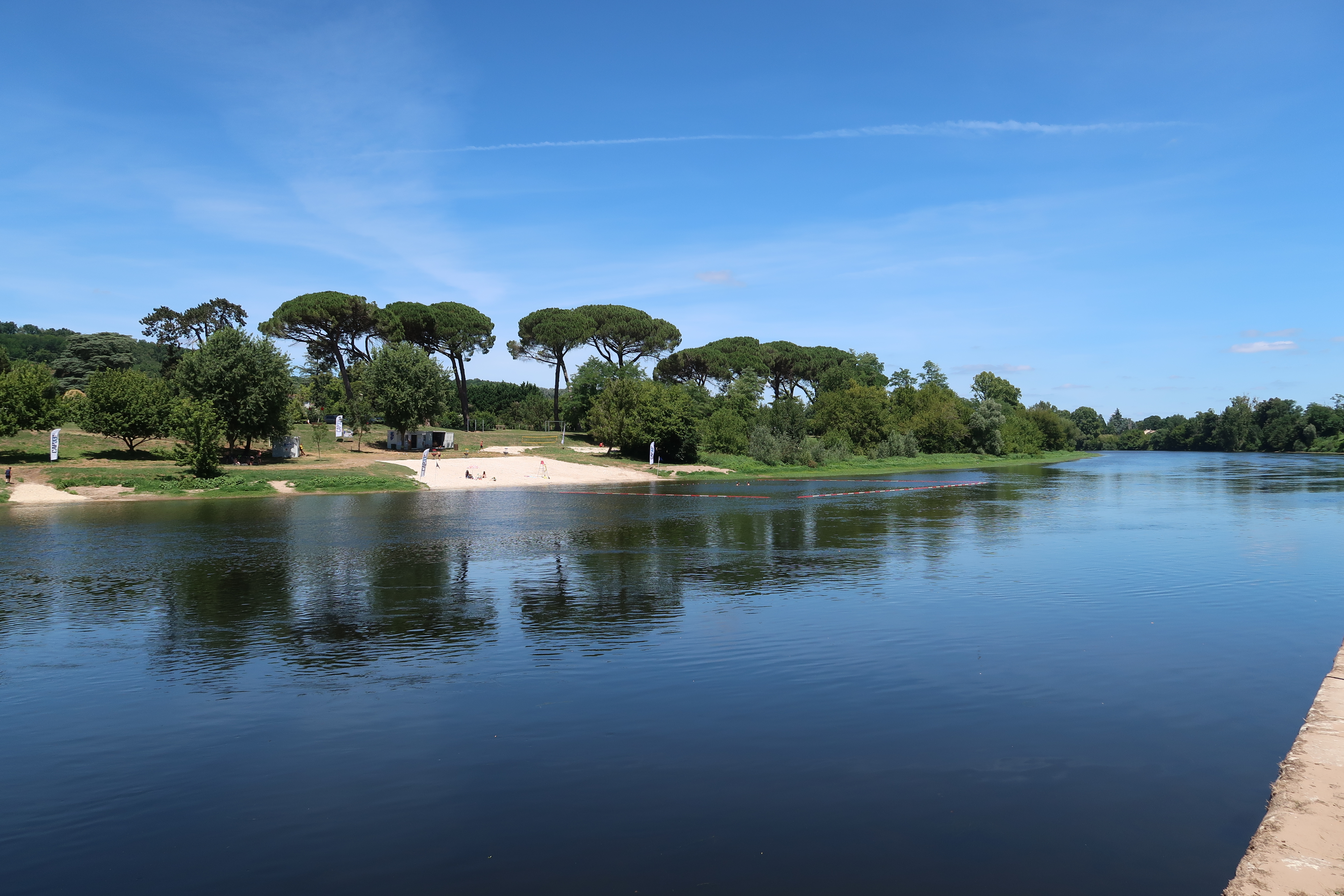
La Dordogne entre Sainte-Foy-la-Grande (au premier plan) et Port-Sainte-Foy-et-Ponchapt (en rive opposée).

  - (D) le Chavanon (ou Chavanou : 1864) (ou la Ramade dans sa partie amont)
  - (G) la Burande (ou la Jarrige)

- Corrèze et Cantal
  - (G) le Rigaud
  - (D) le Dognon
  - (G) la Tialle (ou l’Étoile)
  - (D) le Lys
  - (G) la Rhue (Rue en 1864)
  - (D) la Diège
  - (D) le ruisseau de l'Artaude (ou l'Artaude)
  - (G) la Sumène
  - (D) la Triouzoune
  - (G) le Labiou
  - (D) le Pont-Aubert
  - (G) l'Auze
  - (D) la Luzège
  - (D) la Sombre (ou le Gaumont)
  - (G) la Glane (ou la Glane de Servières ou le Glanet)
  - (D) le Doustre
  - (D) la Souvigne
  - (G) la Maronne
  - (D) le ruisseau de Combejean (ou le ruisseau de la Gane dans sa partie amont)
  - (D) la Ménoire

- Lot
  - (G) la Cère
  - (G) le Mamoul
  - (G) la Bave
  - (D) le ruisseau de Palsou
  - (D) la Sourdoire
  - (D) la Tourmente
  - (D) le Cacrey (ruisseau)
  - (G) l'Ouysse
  - (D) la Borrèze

- Dordogne
  - (G) le Tournefeuille
  - (G) la Germaine (ou la Marcillande)
  - (D) l'Énéa
  - (G) le Céou
  - (G) la Nauze
  - (D) la Vézère
  - (G) la Couze
  - (G) le Couzeau
  - (G) la Conne
  - (D) le Caudeau
  - (D) la Gouyne
  - (G) la Gardonnette
  - (D) l'Eyraud
  - (D) le Barailler
  - (D) l'Estrop

- Gironde
  - (G) le Seignal
  - (G) la Gravouse
  - (G) la Soulège
  - (G) la Durèze
  - (D) la Lidoire
  - (G) l'Escouach
  - (G) la Gamage
  - (G) l'Engranne
  - (G) le Canaudonne (ou la Rouille)
  - (D) l'Isle
  - (G) le Gestas
  - (G) la Laurence
  - (D) la Virvée
  - (D) le Moron

N.B. : (D) = affluent rive droite ; (G) = affluent rive gauche ; (1864) = Dictionnaire des communes de France, Adolphe Joanne, Hachette, 1864

## Barrages
Dix ouvrages de retenue barrent le cours de la Dordogne, soit d'amont vers l'aval :
- le barrage de La Bourboule,
- le barrage de Saint-Sauves-d'Auvergne,
- le barrage de Bort-les-Orgues,
- le barrage de Marèges, construit entre 1932 et 1935,
- le barrage de l'Aigle,
- le barrage du Chastang,
- le barrage d'Argentat,
- le barrage de Mauzac,
- le barrage de Tuilières,
- le barrage de Bergerac (ou de Salvette, ou de Grand-Salvette).

Le 16 mars 2009, une convention a été signée entre EDF qui exploite les barrages, l'Agence de l'eau Adour-Garonne et l'établissement public interdépartemental de la Dordogne (Épidor) concernant l'encadrement des lâchers d'eau pour les trois années à venir, de façon à améliorer à la fois la sécurité, l'environnement et la qualité de l'eau.
Le 13 février 2015, un lâcher du barrage de la Bourboule entraîne d'un seul coup une énorme quantité de boue-vase dans la Dordogne entre La Bourboule et le barrage de Bort-les-Orgues, anéantissant une partie de la faune et de la flore du cours d'eau sur une vingtaine de kilomètres (asphyxie des frayères et des micro-organismes, colmatage des caches des poissons…),.

## Environnement

### Natura 2000
« La Dordogne » est un site du réseau Natura 2000 limité aux départements de la Dordogne et de la Gironde, et qui concerne les 104 communes riveraines de la Dordogne, depuis son entrée en Périgord à Cazoulès jusqu'à sa confluence avec la Garonne entre Ambès et Saint-Seurin-de-Bourg, pour former l'estuaire de la Gironde,. Seize espèces animales et une espèce végétale inscrites à l'annexe II de la directive 92/43/CEE de l'Union européenne y ont été répertoriées.
En amont se situe un autre site Natura 2000 « vallée de la Dordogne quercynoise », qui s'étend sur 5 567 hectares et concerne uniquement les vingt communes du département du Lot riveraines de la Dordogne,.
Quatorze espèces animales et une espèce végétale inscrites à l'annexe II de la directive 92/43/CEE de l'Union européenne y ont été répertoriées.

### ZNIEFF
« La Dordogne » est une zone naturelle d'intérêt écologique, faunistique et floristique (ZNIEFF) de type II qui concerne 102 communes, essentiellement en Dordogne et en Gironde, et avec une commune du Lot,, dans laquelle ont été répertoriées huit espèces animales déterminantes et cinquante-sept espèces végétales déterminantes, ainsi que quarante-trois autres espèces animales et trente-neuf autres espèces végétales.
Immédiatement en amont de cette ZNIEFF, depuis Astaillac et Gagnac-sur-Cère à l'est, se situent deux ZNIEFF :
- la « Vallée de la Dordogne quercynoise » de type II, concernant 28 communes de Corrèze, de Dordogne et du Lot, et comprenant de nombreuses espèces déterminantes, 83 animales et 80 végétales[60],[61] ;
- « la Dordogne quercynoise » de type I, entièrement incluse dans le territoire de la précédente mais avec quatre communes de moins dans le Lot[62],[63].

## Activités touristiques
| - Canoë-kayak - Paddleboard - Rafting - Hydrospeed | - Pêche sportive ou de détente - Baignade - Voile | - Aviron - Motonautisme et ski nautique - Navigation fluviale de plaisance avec des Gabares |

## Histoire
Au IXe siècle, quand les Vikings ravagent la Dordogne, les habitants de la vallée délaissent leurs villages, réinvestissent les abris de leurs lointains ancêtres. Ils en grattent les parois, ouvrent salles et corridors, pour installer leurs demeures dans ces cavernes qu'ils appellent des cluzeaux. Haut perchés, pourvus de guetteurs, ce sont d'excellents refuges pour résister aux envahisseurs.

## Jumelage

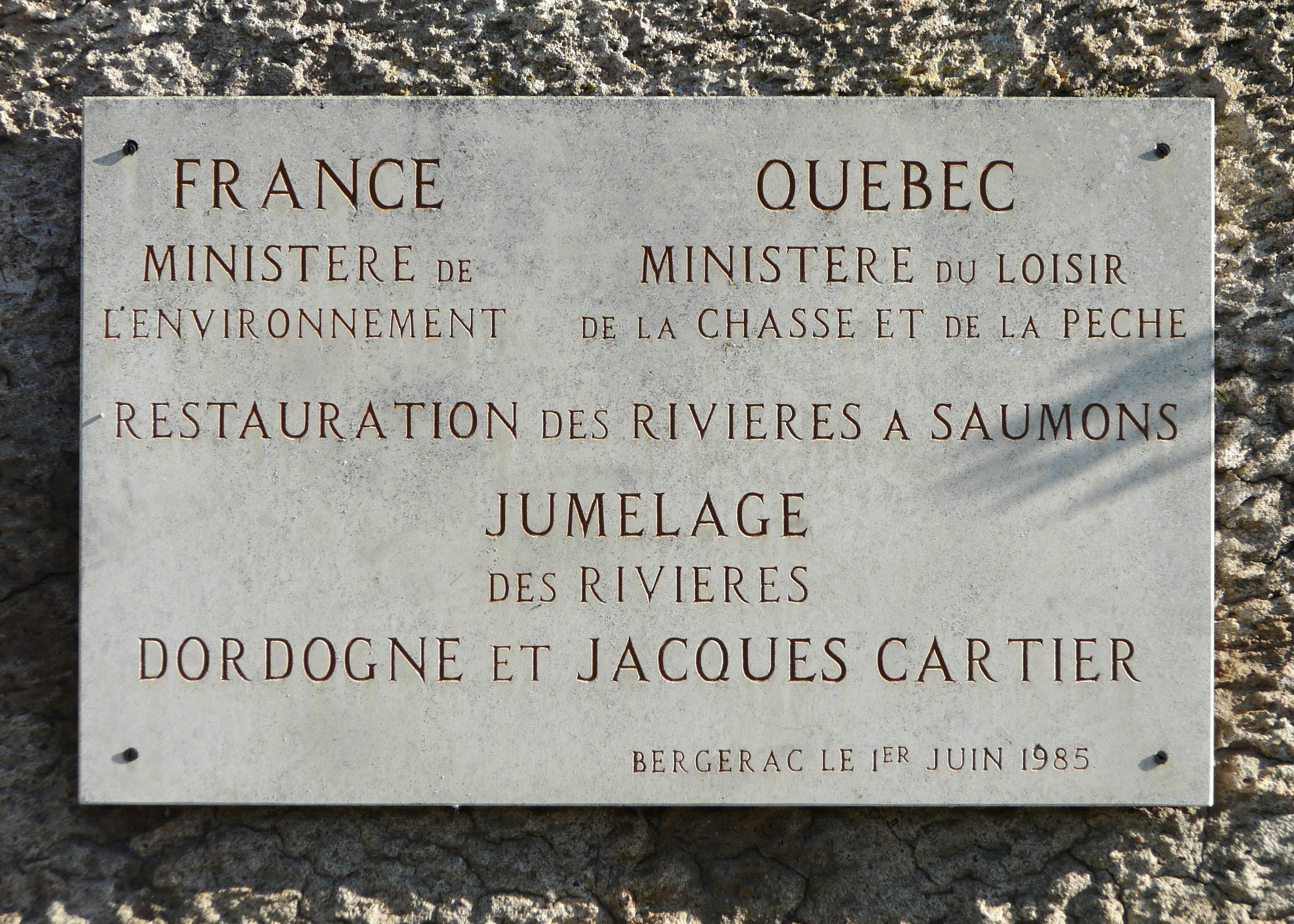
Plaque du jumelage, sur le site du barrage de Bergerac.

La Dordogne est jumelée avec la rivière Jacques-Cartier, au Québec, depuis 1985.

## La Dordogne dans les arts

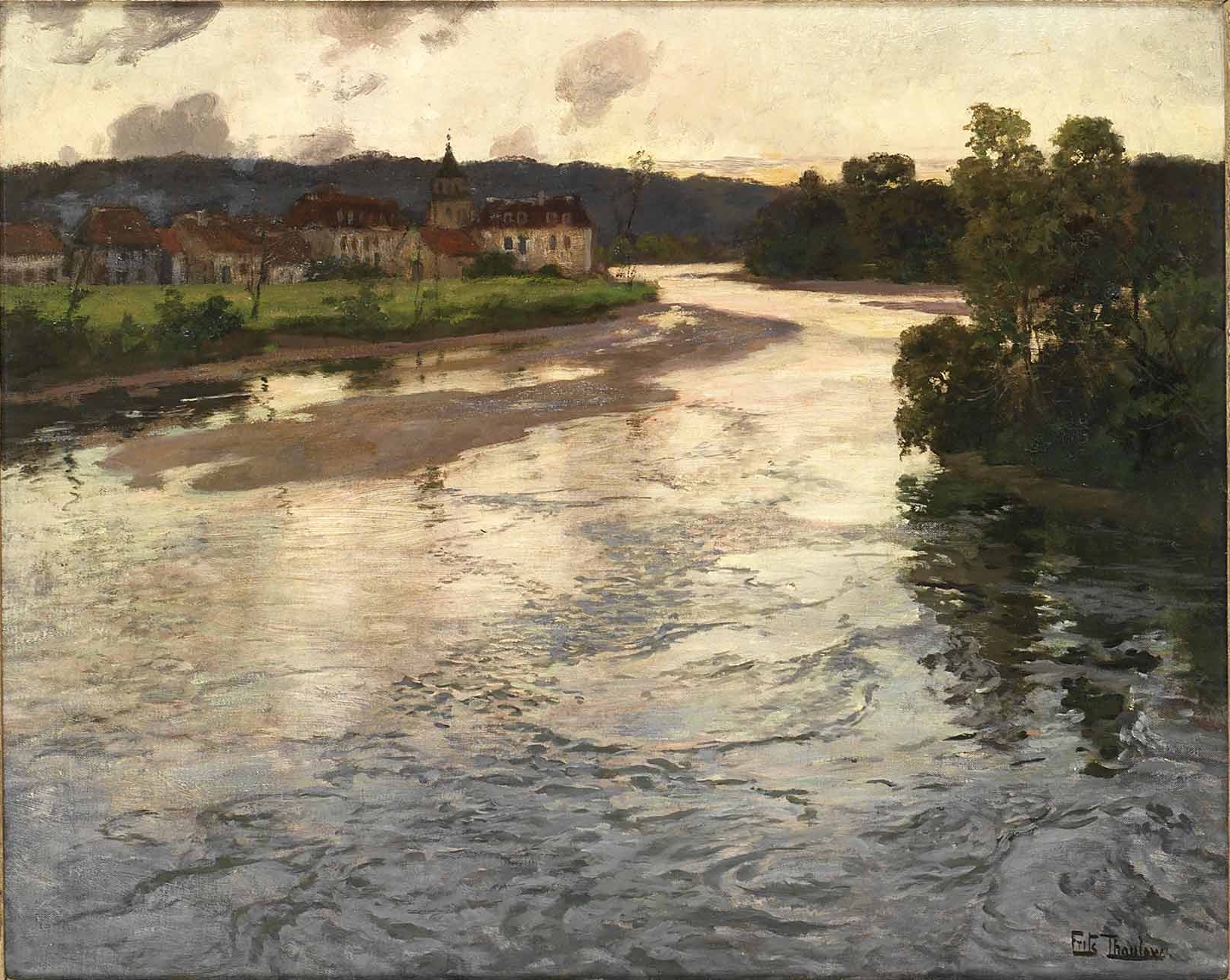
Peinture de Frits Thaulow en 1903 représentant la Dordogne.

- La Rivière Espérance est une série de trois romans de Christian Signol écrits de 1990 à 1993 décrivant l'âge d'or de la batellerie sur la Dordogne au XIXe siècle puis son déclin avec l'arrivée du chemin de fer.

- La mini-série télévisée réalisée par Josée Dayan La Rivière Espérance est une adaptation de l'œuvre de Christian Signol, diffusée en neuf épisodes en 1995.

- Le 10 mai 2023, La Poste a émis un bloc collector de 8 timbres à validité permanente pour lettre verte sur le thème « Limousin - Périgord - Terres de rivières » dont deux des timbres représentent la Dordogne : d'une part la confluence de la Dordogne et de la Sumène vue depuis le  belvédère de Gratte-Bruyère à Sérandon, illustrant les « gorges de la Dordogne en Corrèze », et d'autre part « en Dordogne »[65]. Ce bloc se présente sous deux visuels différents dont l'un représente l'église Notre-Dame de Beaulieu-sur-Dordogne, au bord de la Dordogne, en Corrèze.